# Dracaena cinnabari
Dracaena cinnabari of drakenbloedboom is een plant die alleen voorkomt op het eiland Socotra voor de kust van Jemen. Hier zijn plaatselijk nog redelijk grote populaties te vinden, met name in het Hajhirgebergte (vooral bij de hoogste piek Mashanig of Skand/Skent) en de nabijgelegen kalksteenplateaus. Er is een bos: het Rokeb di Firmihin bij het Diksamplateau. Elders op het eiland zijn nog enige relictpopulaties en de soort is helemaal verdwenen van het westelijk uiteinde van het eiland. Eind jaren 2010 waren er in totaal ongeveer 80.000 exemplaren op ongeveer 14 procent van het eiland met een leeftijd van 200 tot 466 jaar en een mediaanleeftijd van 334 jaar.

## Bedreiging
De boom is van groot belang voor de ecologie op het eiland. De kroon van de boom vangt tijdens de moessonperiode van mei tot september de mist op rond de bergen en laat deze los in de bodem, waardoor lokaal een microklimaat ontstaat, waar vele bijzondere plantensoorten kunnen gedijen. Uit onderzoek is gebleken dat onder geen andere boom op aarde zoveel soorten voorkomen. Uit onderzoek is dan ook gebleken dat het verdwijnen van de boom grote gevolgen heeft, doordat de bodem sterk verdroogt.

Hoewel Dracaena cinnabari nog redelijk algemeen is op Socotra, wordt de soort door de IUCN als kwetsbaar beschouwd vanwege het fragmentarische verspreidingsgebied en de afnemende aantallen. De negatieve trend heeft een aantal oorzaken. De belangrijkste oorzaak is de alomtegenwoordigheid van de geit op Socotra, die de jonge planten opvreet. Aangezien de boom er ongeveer 100 jaar over doet om tot volledige wasdom te komen, is het onmogelijk voor de soort om zich op normale wijze te verjongen. Dit lukt in de praktijk alleen nog op voor geiten onbereikbare hellingen. Ook zijn bomen als gevolg van brandstofschaarste tijdens de Jemenitische Burgeroorlog omgehakt voor brandhout. Andere oorzaken zijn dat het sap van Dracaena cinnabari (van cinnaber; een kwiksulfide met een vermiljoenrode kleur), het zogenaamde 'drakenbloed', nog altijd gewonnen wordt door de eilandbewoners. Door overmatig aftappen van het sap wordt de overlevingskans van een boom waarschijnlijk verkleind. Tevens heeft het droger worden van het klimaat vermoedelijk een negatief effect op de bomen, aangezien ze met name op de vochtige delen van het eiland voorkomen. Ook worden soms nog bomen gekapt om er bijenkorven van te maken, die geëxporteerd worden. Verwacht wordt dat zonder regeneratie de boom ergens rond 2583 is uitgestorven op het eiland.

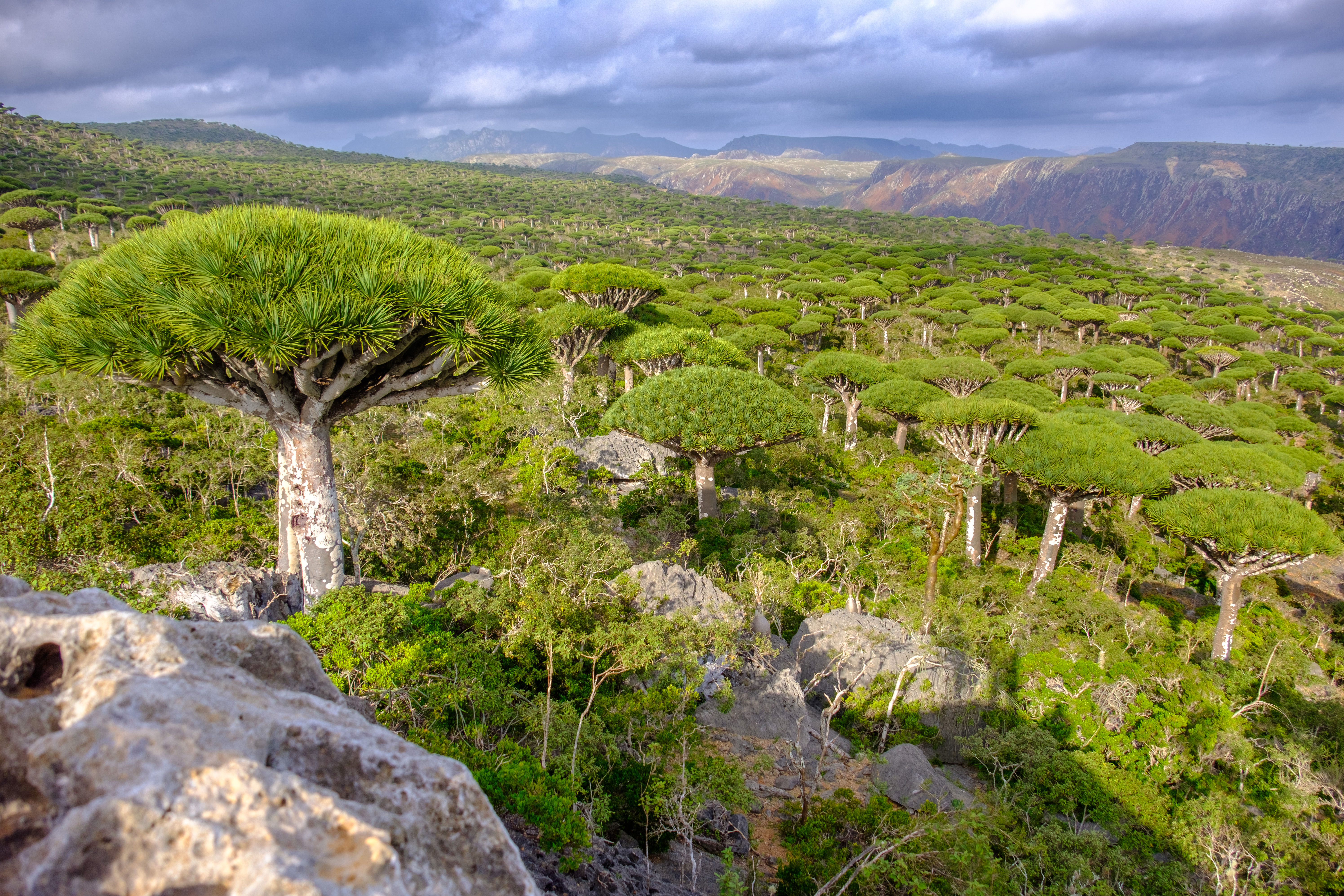
Het Rokeb di Firmihin op het Diksamplateau is het enige bos met drakenbloedbomen
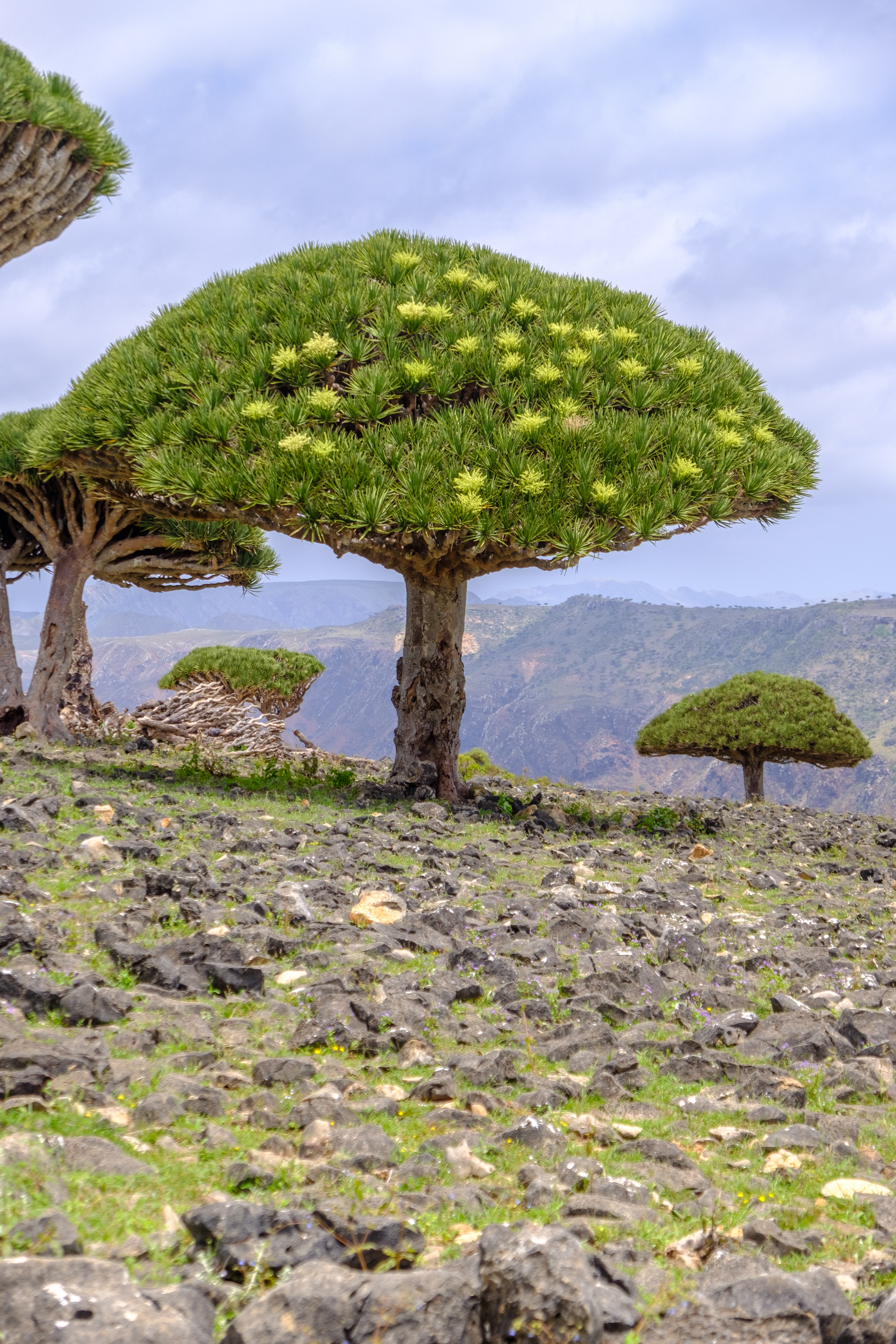
Drakenbloedboom met bessen
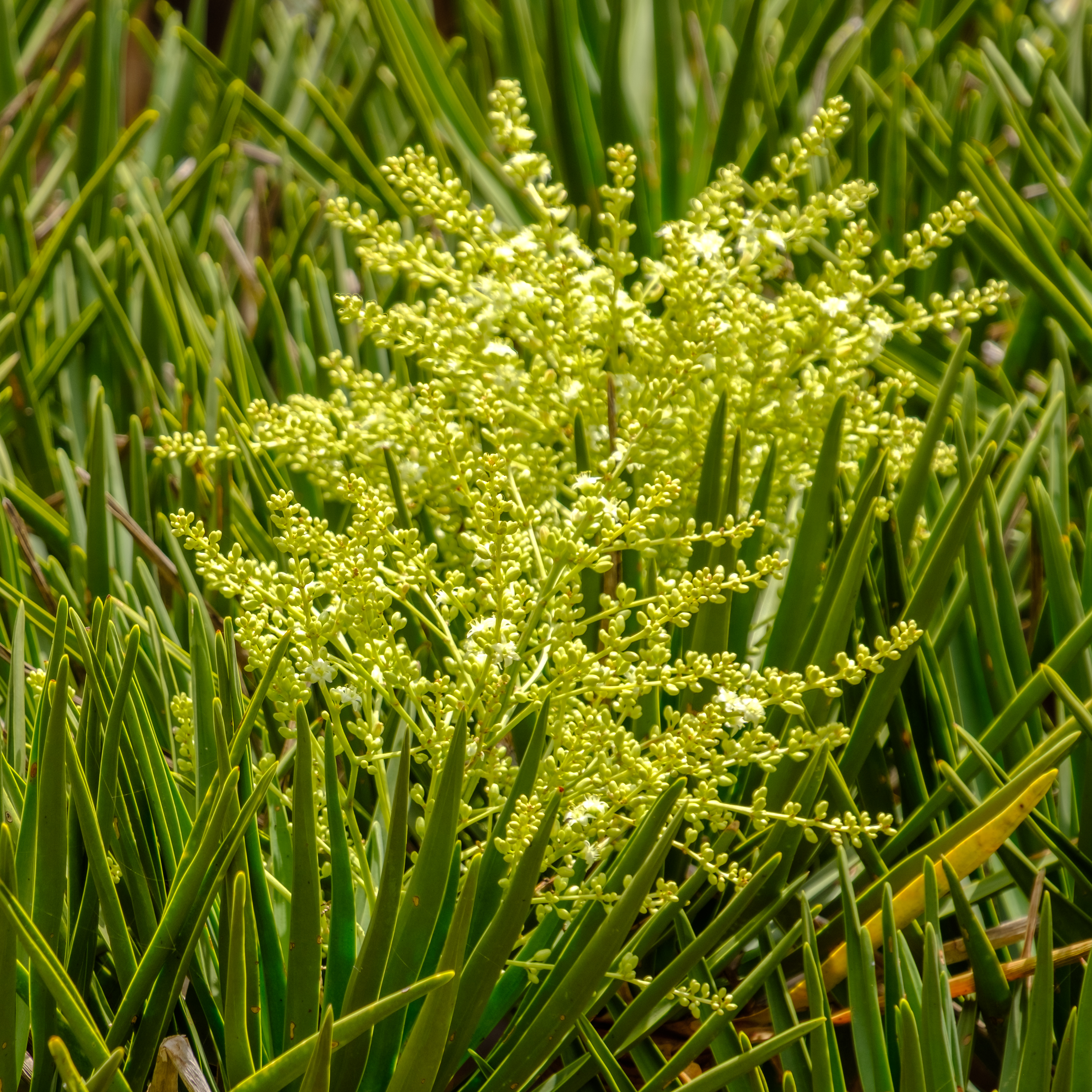
Onrijpe bessen
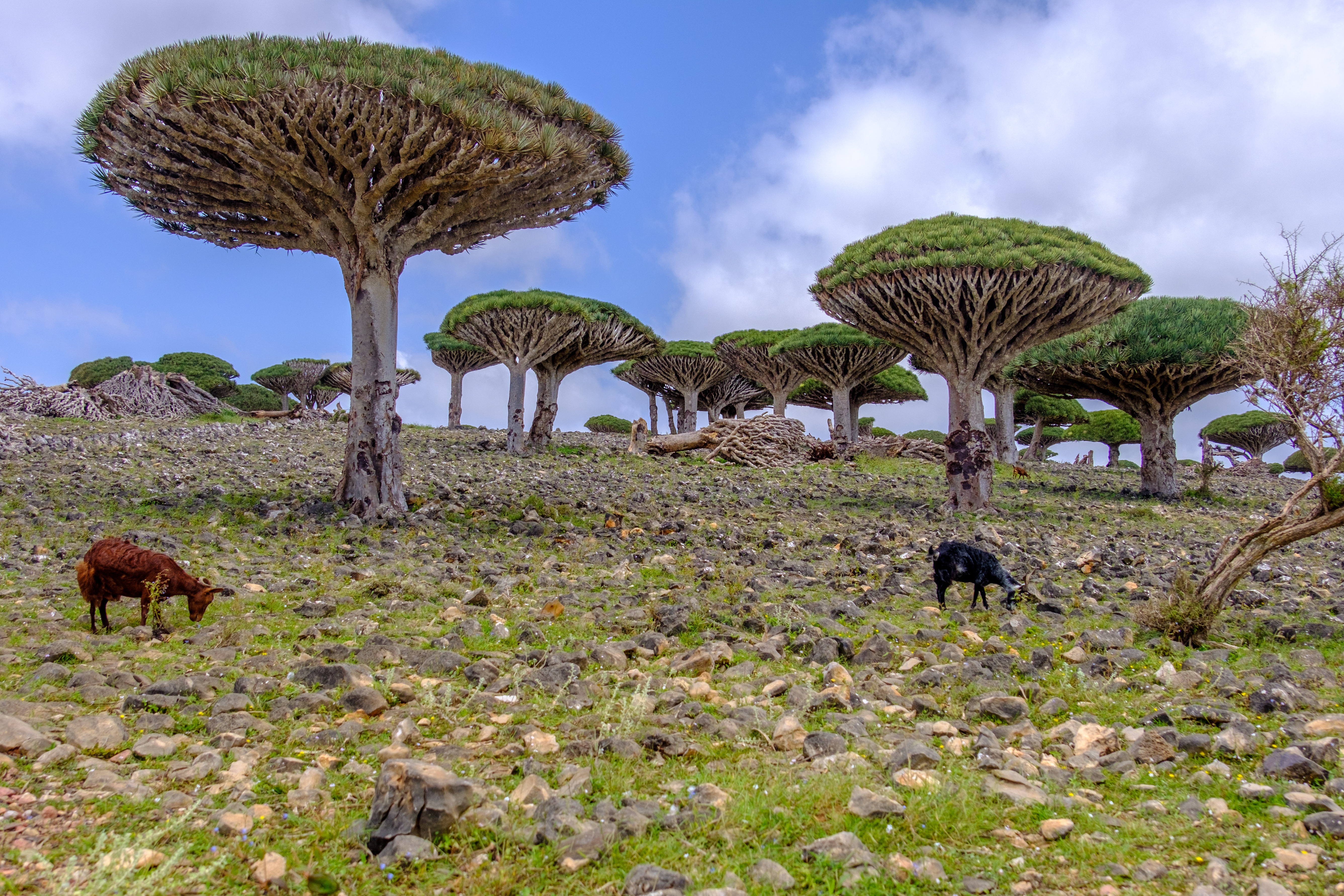
De geit is de belangrijkste bedreiging van de drakenbloedboom op Socotra
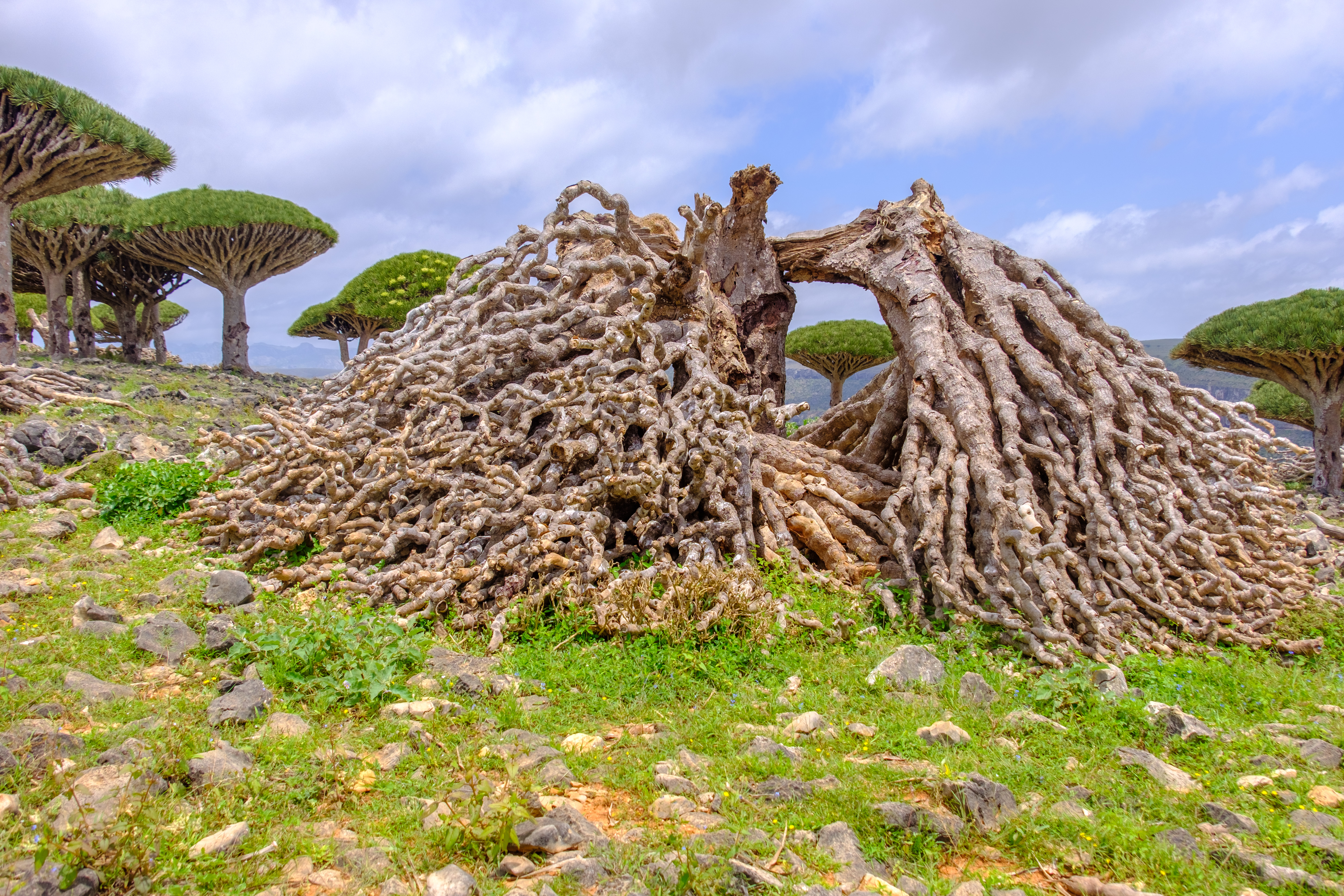
Dode drakenbloedboom.